# Lissoclinum ravarava
Lissoclinum ravarava är en sjöpungsart som beskrevs av Monniot 1987. Lissoclinum ravarava ingår i släktet Lissoclinum och familjen Didemnidae. Inga underarter finns listade i Catalogue of Life.